# Premis Ondas 2014
Els Premis Ondas 2014 van ser la seixanta-unena edició dels Premis Ondas, van ser fallats el 6 de novembre de 2014. En aquesta edició es van premiar 25 programes i professionals.
La gala de lliurament de premis va tenir lloc el 25 de novembre de 2014 al Gran Teatre del Liceu de Barcelona, presentada per Macarena Berlín González i Jesús Gallego. Van actuar Joan Manuel Serrat, Silvia Pérez Cruz, el pianista Lang Lang, Spandau Ballet, Malú i Los del Río.

## Premis nacionals de televisió
- Millor programa d'entreteniment: Ilustres ignorantes (Canal+ 1).
- Millor programa d'actualitat: En portada (La 2).
- Millor presentador: Arturo Valls (Antena 3).
- Millor presentadora: Mamen Mendizábal (La Sexta).
- Millor sèrie espanyola: El Príncipe (Telecinco) i El tiempo entre costuras (Antena 3).
- Millor intèrpret masculí de ficció nacional: José Sacristán (Velvet, Antena 3).
- Millor intèrpret femení de ficció nacional: Adriana Ugarte (El tiempo entre costuras, Antena 3).
- Millor programa emès per cadenes no nacionals: Alguna pregunta més? (TV3).
- Menció especial del jurat: Servimedia, agència de la ONCE.

## Premis nacionals de ràdio
- Millor programa de ràdio: Todo por la radio (Cadena SER).
- Premi a la trajectòria professional: Toni Clapés (RAC 1).
- Millor cobertura informativa: Ponte... nas ondas! (Vàries emissores de Galícia i Portugal).[3]
- Millor programa musical: Un lugar llamado mundo (Europa FM)
- Premi especial del jurat: Josep Maria Martí i Martí (Cadena SER).

## Premis nacionals de publicitat a ràdio
- Millor campanya de ràdio: Visionarios (Anunciant: Smart / Agència: Contrapunto BBDO).
- Millor agència de publicitat: Pingüino, Torreblanca & Partners.

## Premis Internacionals de ràdio
- Trata de personas. Mercaderes de la inocencia - Radio Rivadavia (Argentina).
- El Caire, 11 de febrer de 2011 - Rundfunk Berlin-Brandenburg (Alemanya).

## Premis Internacionals de televisió
- Festival de la Cançó d'Eurovisió 2014, Gran final - Danmarks Radio (Dinamarca) i Unió Europea de Radiodifusió.
- Cultural Shock Arxivat 2019-05-05 a Wayback Machine. - RAI (Itàlia).
- Premi a la trajectòria: Susana Giménez.
- Menció especial del jurat: Ochéntame otra vez - TVE (Espanya).

### Premi especial de la música
- Premi a la trajectòria: Joan Manuel Serrat.
- Premi a la trajectòria: Los del Río.
- Premi a l'artista de l'any: Malú.
- Millor espectacle musical: Primavera Sound.
- Menció especial del jurat: Lang Lang.